# Савєнков Юрій Дмитрович
Ю́рій Дми́трович Савєнко́в — кандидат технічних наук (2010), лауреат Державної премії України в галузі науки і техніки (2008).

## З життєпису
Станом на 2008 рік — голова правління відкритого акціонерного товариства «Артемівський завод з обробки кольорових металів».
Лауреат Державної премії України в галузі науки і техніки (2008) — за розробку та впровадження нових способів і технологій фізико-хімічної обробки, розливання міді та її сплавів, одержаних з відходів, і виготовлення з них деформованих профілів та напівфабрикатів; співавтори Дубодєлов Віктор Іванович, Іванченко Василь Якович, Кваченюк Микола Євгенович, Кожанов Володимир Андрійович, Нарівський Анатолій Васильович, Шинкаренко Павло Семенович, Шпаківський Володимир Олександрович.
2010 року захистив кандидатську дисертацію «Вдосконалення інтегрованої схеми ресурсозберігаючих технологій для виробництва і розливання міді вогневого рафінування».